# پورشه ۹۰۴
پورشه ۹۳۴ (انگلیسی: Porsche 934) یک نسخه مسابقه ای از پورشه ۹۱۱ توربو بود که طبق قوانین فدراسیون بین‌المللی اتومبیل‌رانی برای خودروهای مسابقه ای گروه ۴ طراحی شده بود، مشابه پورشه ۹۳۵ که طبق قوانین فدراسیون بین‌المللی اتومبیل‌رانی برای گروه ۵ ساخته شده بود.